# 福州長楽国際空港
福州長楽国際空港（ふくしゅうちょうらくこくさいくうこう）は中華人民共和国福建省福州市長楽区に位置する国際空港。

## 概要
1991年、市内には既に軍民共用の「福州義序機場」があったが、大型機に対応するために新設された。長楽空港は1997年に開港。2016年現在、福州空港は旅客数で中国国内では11番目に規模の大きい空港である。
- 福州空港の出発車寄せレーン
- 国内線制限区域内にあるスターバックス
- 国内線制限区域内にある飲食店
- 国際線の出国審査場
- 滑走路側から見た福州空港

## 就航航空会社

成田から福州への空路

- 中国国際航空
- 中国南方航空
- 中国東方航空
- 北京首都航空
- 海南航空
- 山東航空
- 上海航空
- 天津航空
- 深圳航空
- 廈門航空
- 吉祥航空
- 春秋航空
- 北部湾航空
- カラフル貴州航空
- 成都航空
- 雲南祥鵬航空
- 香港航空
- キャセイパシフィック航空
- 大韓航空
- 福州航空

など

## 就航地

### 国際線
- 東アジア

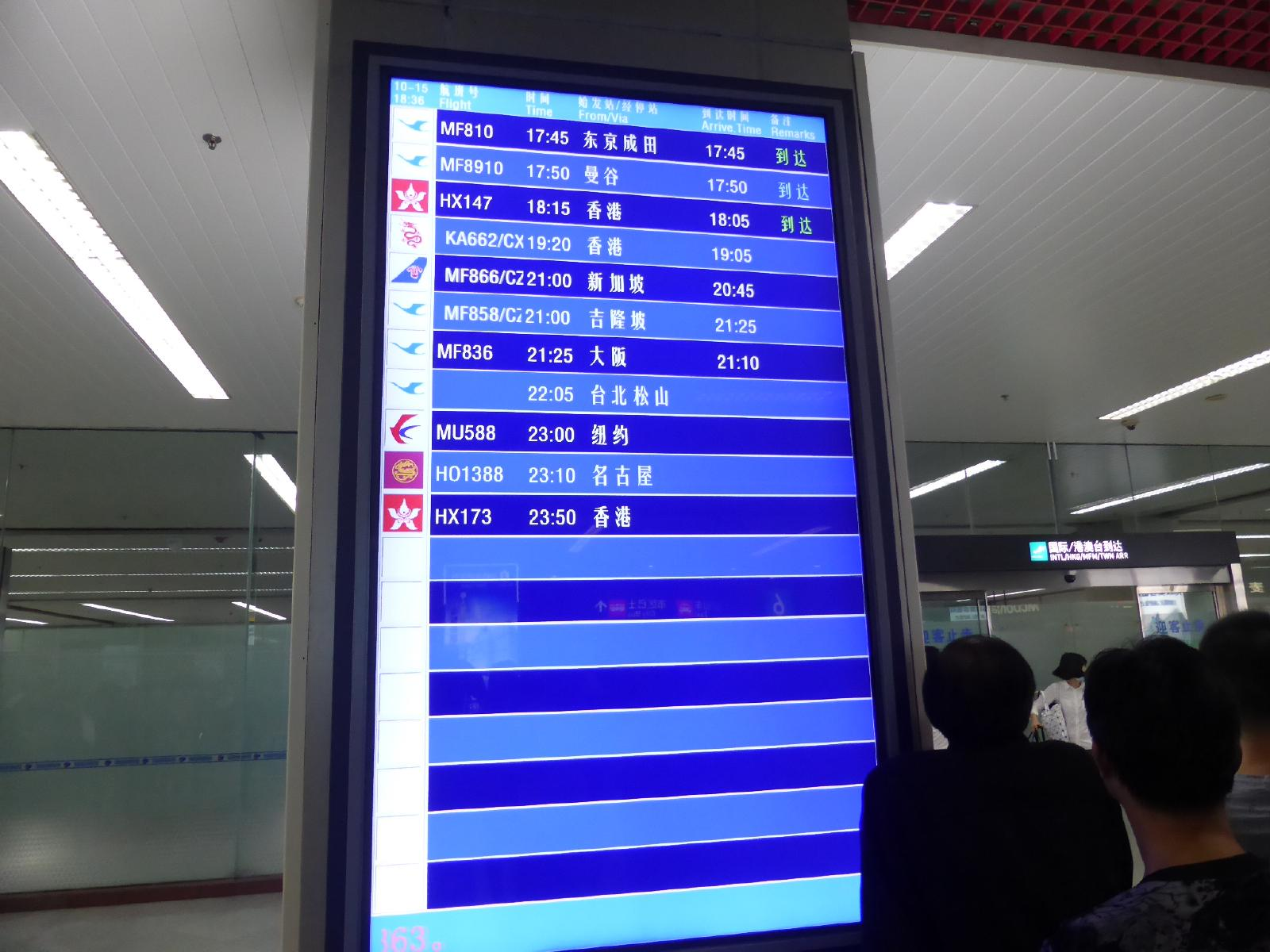
国際線到着ロビーの電光掲示板。成田、大阪、名古屋からの便

  -  日本 : 東京/成田、大阪/関西、名古屋/中部、沖縄/那覇
  -  大韓民国 : 済州
  -  香港 : 香港
  -  マカオ : マカオ
  -  台湾 : 台北/桃園、台北/松山、台中、高雄
- 東南アジア
  -  シンガポール : シンガポール
  -  マレーシア : クアラルンプール
  -  タイ : バンコク/スアンナプーム
  -  インドネシア : ジャカルタ、デンパサール
  -  カンボジア : プノンペン
- オセアニア
  -  オーストラリア : シドニー

- ヨーロッパ

- -  フランス ： パリ/シャルル・ド・ゴール
- 北アメリカ
  -  アメリカ合衆国 : ニューヨーク/ジョン・F・ケネディ

## アクセス

### 福州市内

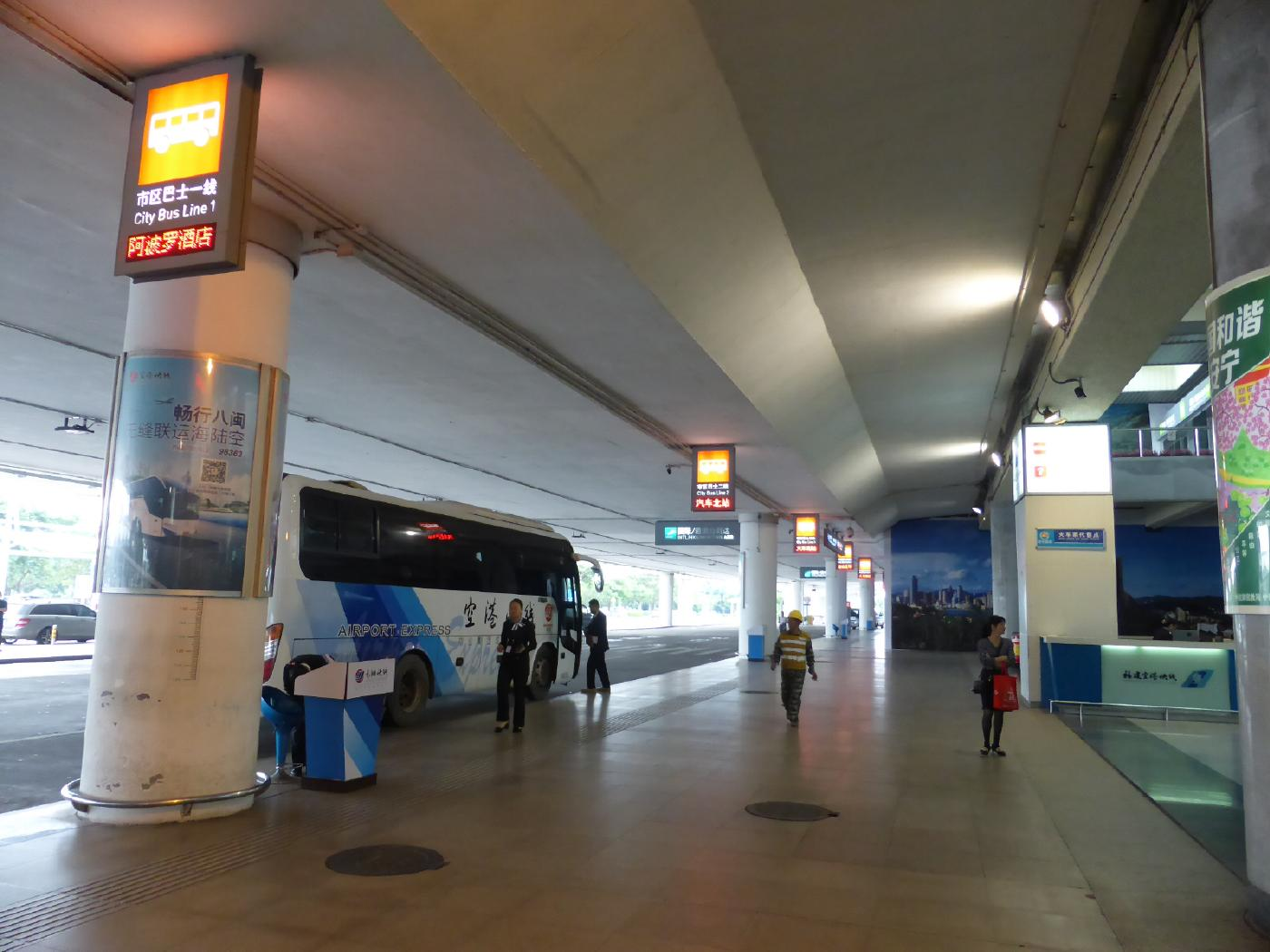
到着ロビー正面玄関に停車する福州市内行きの直通バス

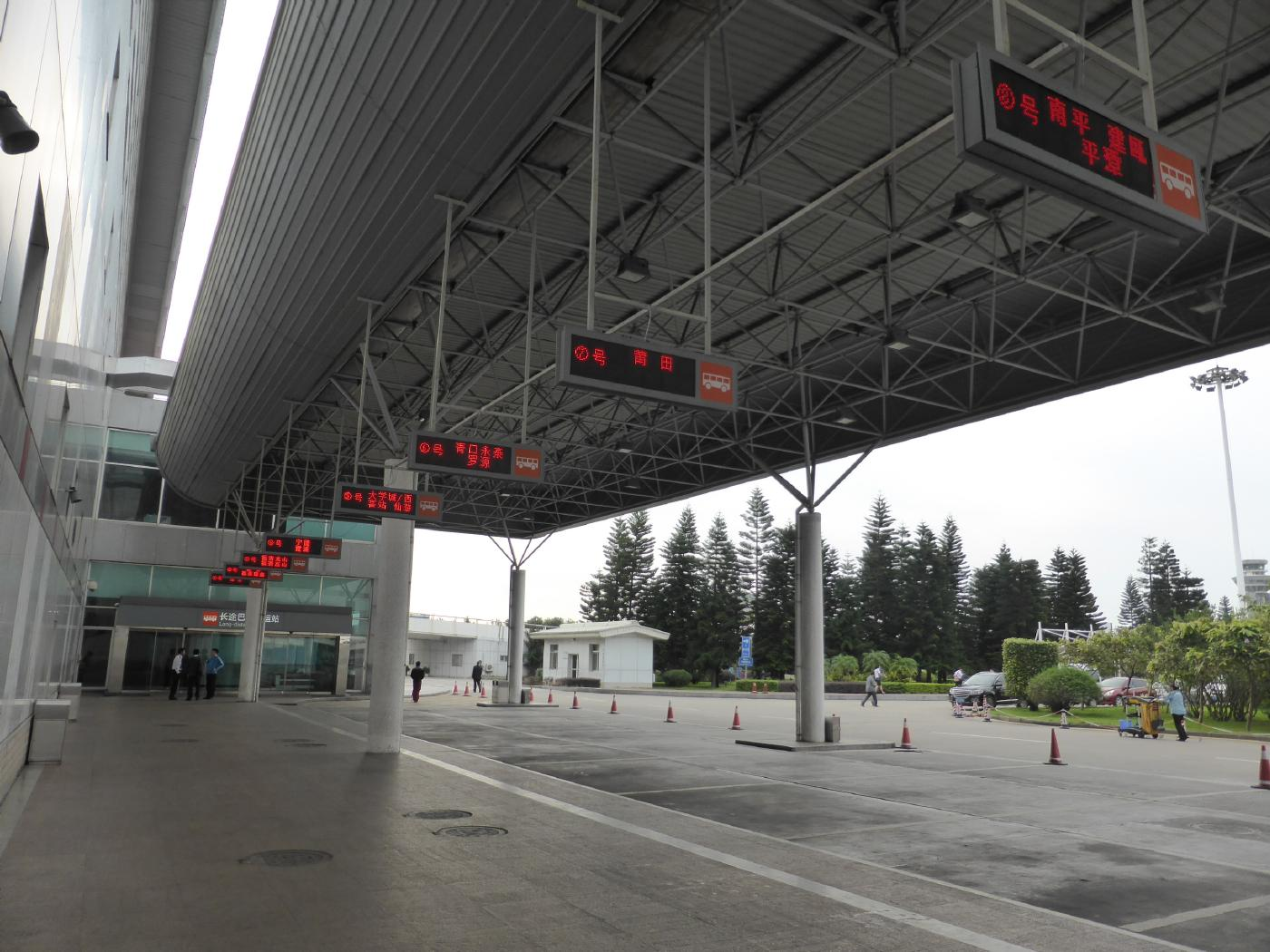
空港南側にある長距離バス専用ターミナル

福州市中心部まで直線距離で40km。空港から15路線の直通バスが出ている。途中下車する場合は事前に運転手に伝える必要がある。
- 1号線・空港快線阿波羅酒店専線（阿波羅大酒店発：8:00～最終飛行便着まで 約60分、26元）
- 2号線・空港快線閩運汽車北站専線（8:00～25:10　空港 → 福州バスターミナル[福州站から徒歩70分]）
- 3号線・空港快線福州火車北站専線（8:00～25:10　空港 → 福州站）
- 4号線・空港快線金山正祥広場専線（8:30～25:00　空港 → 金山正祥。空港から金山正祥広場まで60分）
- 5号線・空港快線福州大学城閩運汽西客站専線（9:00～17:30　空港 → 福州大学城。空港から福州大学城まで80分）
- 6号線・空港快線福州火車南駅専線（8:05～21:00　空港 → 福州火車南駅。空港から福州火車南駅まで50分）
- 7号線・空港快線福州大学城専線（8:35～21:00　空港 → 福州大学城。空港から上街大学城永輝超市まで90分）
- 8号線・空港快線倉山師代専線（8:20～20:00　空港 → 晋安梅園 → 昇龍匯金 → 倉山緑島 → 藤山戴斯国际酒店。空港から福建師範大学倉山キャンパスまで65分）
- 9号線・空港快線倉山緑島専線（8:20～20:00　空港 → 晋安梅園 → 昇龍匯金 → 倉山緑島。空港から倉山緑島まで55分）
- 10号線・空港快線台江昇龍匯金専線（8:20～18:20　空港 → 晋安梅園 → 昇龍匯金。空港から昇龍匯金まで45分）
- 11号線・空港快線晋安梅園専線（8:20～20:00　空港 → 光明港梅园国际大酒店。空港から晋安梅園まで35分）
- 12号線・空港快線三坊七巷専線（8:50～20:10　空港 → 斗池路・黎明永輝交差点 → 楊橋永輝 → 三坊七巷。空港から三坊七巷まで70分）
- 13号線・空港快線福州五四北専線（6:50～17:00　空港 → 君竹路站 → 福州五四北。空港から福州五四北まで70分）
- 14号線・空港快線連江専線（8:50～22:00　空港 → 君竹路站 → 。空港から馬尾区まで30分）

（乗車は福州郊外の空港南側。）
- 15号線・空港快線怡山福大専線（8:50～21:100　空港 → 斗池路・黎明永輝交差点 → 福大東門。空港から福州大学怡山キャンパスまで55分）

### 福州郊外
- 福建空港快線（莆田市、霞浦県、寧徳市など、福建省内の直通高速バス）

## 旧宿泊施設

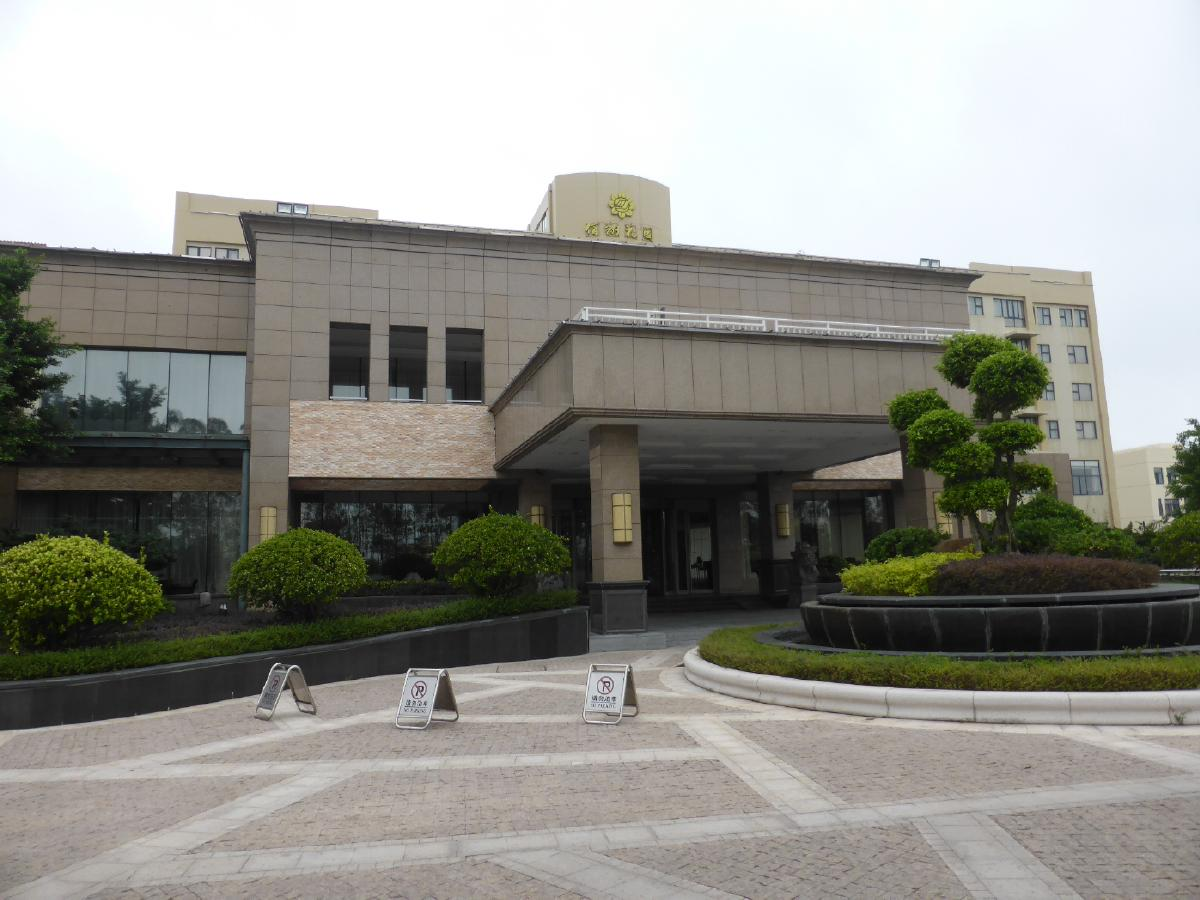
福州空港佰翔花園酒店

空港が拡張される前に空港から徒歩、もしくはシャトルバスで行ける近場のホテルは以下の通りであった（現在は消滅）。
- 福州空港佰翔花园酒店 - 四星級ホテル。空港送迎（車で5分）、レンタサイクル、フリーWi-Fi、施設内ジム、VISA/MasterCard使用可。海まで徒歩15分。
- 福州佰翔家海浜酒店 - 1999年開業、2013年改装。94室、フリーWi-Fiあり。空港ターミナルビルまで直線距離で200m。VISA/MasterCard使用可。